# Zenon Matlak
Zenon Matlak (ur. 3 lipca 1928, zm. 22 marca 2011 w Szczecinie) – polski adwokat, obrońca wojskowy i działacz harcerski. Rzeczoznawca wielu projektów ustaw.

## Życiorys
W czasie II wojny światowej był żołnierzem Szarych Szeregów. Po wojnie był komendantem hufca harcerzy w Szczecinie
Od 1953 piastował funkcję pierwszego dziekana Izby Adwokackiej w Koszalinie, w latach 1953–1954. Członek pierwszej kadencji Rady Adwokackiej w Szczecinie, a także członek władz Naczelnej Rady Adwokackiej. W 1956 był współorganizatorem i pierwszym przewodniczącym Klubu Inteligencji „U Adwokatów”. W latach 70 – XX wieku był członkiem Wyższej Komisji Dyscyplinarnej przy Naczelnej Radzie Adwokackiej.
Obrońca w procesach sądowych o charakterze politycznym, w tym w procesach oskarżonych członków „Solidarności” w okresie stanu wojennego, między innymi proces Milczanowskiego. Współorganizator pierwszego, nieformalnego Zjazdu Adwokatury w Poznaniu w 1981.
Był współtwórcą i działaczem Zrzeszenia Prawników Polskich, członkiem Zarządu Głównego ZPP oraz prezesem a następnie prezesem honorowym Wojewódzkiego Oddziału ZPP w Szczecinie. Organizował Ogólnopolskie Dni Prawnicze. Pochowany został na cmentarzu Centralnym w Szczecinie kwatera 45d.
Ojciec Krzysztofa Matlaka (dziennikarza), dziadek Kacpra Matlaka (adwokata) i Michała Matlaka (wiceprezydenta Młodzieżowej Sieci Regionalnej Zgromadzenia Regionów Europy).

## Odznaczenia
- Krzyż Kawalerski Orderu Odrodzenia Polski (1981)
- Krzyż Oficerski Orderu Odrodzenia Polski (1999)
- Złoty Krzyż Zasługi (1972)
- Medal Zwycięstwa i Wolności 1945 (1946)
- Odznaka Honorowa Gryfa Pomorskiego
- Złota Odznaka ZPP (1986)
- Odznaka Adwokatura Zasłużonym
- Medal Labor Omnia Vincit Towarzystwa im. H. Cegielskiego (2011)